# 褐顶琵嘴鸭
褐顶琵嘴鸭（学名：Spatula smithii），是雁形目鸭科的一种鸟类。

## 特征
褐顶琵嘴鸭体重约591.46克，翼长约229.2毫米，嘴峰长约63.6毫米，喙宽度约18.9毫米，喙厚度约16.5毫米，跗蹠长约34.6毫米，尾长约72.5毫米。褐顶琵嘴鸭是部分迁徙的鸟类，其栖息在开放的湖泊、沼泽等湿地环境中，食性为肉食性，主要食物来源是水生动物。

## 分布
分布在非洲南部，主要是南非，在纳米比亚、博茨瓦纳、津巴布韦、安哥拉南部、莱索托、莫桑比克和赞比亚等更北方的国家不常见。